# Instituto Polis
Em 2011, uma equipa de sete studiosos, do contextos científicos, religiões e países diferentes, incluindo Israel, fundaram o Instituto Polis. Segundo o lema, “buscaram uma renovação das humanidades através do estudo das fontes da cultura ocidental e oriental”. esses funcionários perceberam a necessidade de uma mudança na forma como as línguas antigas eram ensinadas desde o século XIX. Nesse sentido, estão desenvolvendo um método de ensino que visa permitir uma aquisição profunda e verdadeira da linguagem.
Com base nos desenvolvimentos mais recentes em Linguística Aplicada e na experiência de ensino de Hebraico Moderno (o método Ulpan) em Israel, o método Polis tenta ensinar as chamadas "línguas mortas" da mesma forma que as línguas modernas geralmente são ensinadas: num ambiente monolingue e totalmente imersivo.
O instituto está localizado em Musrara, próximo à Cidade Antiga de Jerusalém.

## História
O Instituto foi registado em 2011 (cfr. Registro de Organizações Sem Fins Lucrativos, em Hebraico) e iniciou com os cursos de Hebraico Moderno e Árabe juntamente com o de Grego Antigo, durante esse ano. A principal intenção era a de ensinar línguas antigas como línguas vivas e a de reunir professores de diferentes línguas que compartilhassem metodologias e técnicas entre si. Rapidamente reconheceram a importância da total imersão no idioma ensinado durante as aulas, tanto nas línguas modernas, quanto nas as antigas. Recorreram sobretudo aos métodos de ensino do Hebraico Moderno em Israel e à experiência do Professor Doutor Christophe Rico no ensino do Grego Antigo.

A principal razão para desenvolver esta actividade como uma organização sem fins lucrativos foi a de promover, para o maior número de pessoas possível, a cultura do diálogo através das diferentes línguas. Depressa esta tornou-se uma contribuição para uma melhor compreensão dos diferentes grupos étnicos e religiosos presentes em Jerusalém.

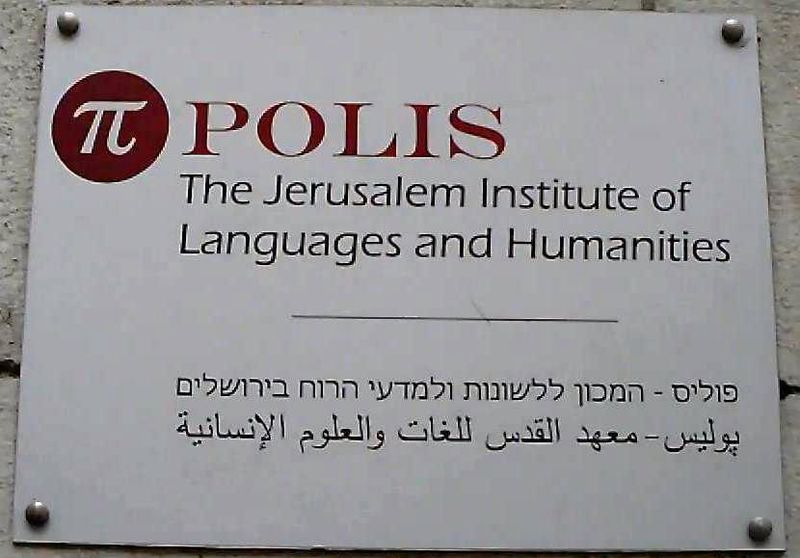
Placa à entrada da Polis com o nome oficial do Instituto em inglês, hebraico e árabe

Em 2013, o Instituto Polis inaugurou um plano de estudos em Filologia Antiga, que reunia diversos alunos e académicos dos Estados Unidos e Europa. O programa hoje conta com alunos da Ásia, Europa, América do Norte e América do Sul.
Com o objectivo de divulgar o método Polis e o interesse pela línguas, literaturas e culturas antigas noutros países, a Polis e seu corpo docente tem organizado cursos intensivos, seminários e palestras em Itália, Peru, Argentina, Estados Unidos, Espanha, Marrocos, Finlândia, Suécia e Filipinas.
Nos países de língua portuguesa, têm vindo a crescer as ligações com o instituto e o seu reconhecimento, chegando os seus livros a ser referenciados por académicos.

## O Método Polis

### Princípios Teóricos
O Método Polis engloba uma variedade de abordagens e técnicas que se unificam sob dois princípios maiores:

#### Total imersão
Abundantes pesquisas têm corroborado o princípio de que a aprendizagem das línguas é tanto mais proveitosa quando ocorre num ambiente de total imersão, isto é, onde apenas o idioma de destino é ouvido, lido, falado e escrito. Este princípio teórico marca a diferença essencial entre o método Polis e os métodos tradicionais de tradução de base gramatical, e é o principal pilar para inclusão de determinadas técnicas práticas na nossa metodologia.

#### Desenvolvimento de linguagem dinâmica
A Polis defende que as estruturas gramaticais devem ser aprendidas de acordo com sua ordem natural de aquisição. Deste modo, reconhece não só a progressão contínua do aluno na aquisição da linguagem com base nas quatro habilidades linguísticas básicas (ouvir, falar, ler e escrever), mas também os modos de discurso ou géneros literários (diálogo > narração > argumentação > poesia) historicamente envolvidos no progressivo processo de aquisição de linguagem.
Com base nestes princípios, a Polis reúne e adapta uma ampla gama de abordagens e técnicas de ensino que foram desenvolvidas desde os anos 70 nos Estados Unidos e no Canadá e, mais recentemente, na França. De acordo com um de seus principais proponentes e promotores, o linguista Christophe Rico: "A principal inovação do método Polis é a aplicação destes dois princípios, para ensinar as chamadas línguas mortas como se fossem vivas."

### Técnicas Práticas de Ensino

#### Resposta Física Total
Total Physical Response (TPR) é uma técnica de ensino de línguas desenvolvida pelo psicólogo James John Asher (San José State University) baseada nas suas observações de aquisição de linguagem em crianças pequenas. Embora a teoria por detrás da TPR e o próprio termo apenas tenham alcançado o público em geral no final dos anos 70, quando o professor Asher publicou um livro intitulado Learning Another Language through Actions, muitas das ideias de Asher se aproximam daquelas defendidas no final do século XIX e início do século XX por W. H. D. Rouse, conhecido por seu Método Directo ou Natural.

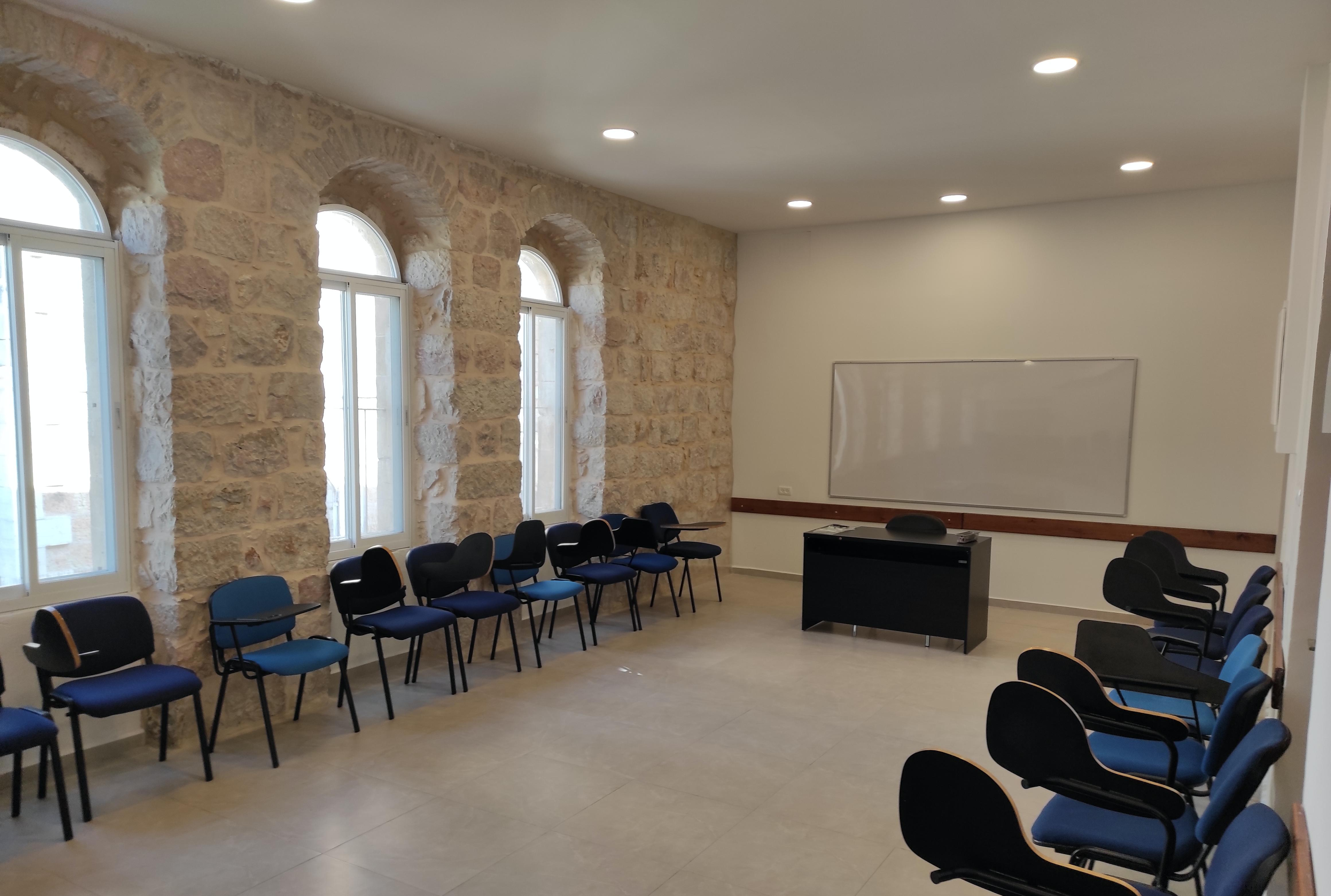
Uma sala de aula do instituto com a cadeiras colocadas em semi-círculo, de forma a promover o uso das técnicas de Resposta Física Total (TPR), conversas em grupos e outras estratégias do Método Polis

No contexto do Método Polis, a TPR inicia-se desde logo na primeira aula e permanece presente em todas as etapas do processo de aprendizagem. Na primeira sessão, o aluno apenas reage fisicamente a uma série de comandos dados pelo instrutor e nenhuma interacção verbal é esperada. Os alunos mais avançados, no entanto, são solicitados a descrever suas acções à medida que são realizadas, para antecipar verbalmente as acções ou para descrever o que acabaram de ver. Embora as actividades de TPR tendam a diminuir à medida que o curso avança, isso tem se mostrado bastante frutífero mesmo nos estágios mais avançados, quando os alunos se deparam com algumas estruturas particularmente complexas, como o Genitivo absoluto em Grego ou o Accusativus cum infinitivo.

#### Leitura ou Narração de Histórias
Teaching Proficiency through Reading and Storytelling (TPRS) ou simplesmente Storytelling é uma técnica criada nos anos 90 pelo professor de espanhol Blaine Ray, inspirada na teoria de Steven Krashen sobre a aquisição de uma língua estrangeira, que enfatiza o papel do "input compreensível" com vista a um domínio da elocução (output) por parte do aluno. Segundo Krashen, é fundamental que os alunos sejam expostos a frases cujo significado possam compreender plenamente. Característica esta que exige um controlo estrito de como e quando são apresentadas novas palavras e estruturas, com a finalidade de limitar as novas palavras a uma pequena percentagem da mensagem inteira.
A fim de proporcionar aos alunos um ambiente de ensino onde um "input compreensível" pudesse ocorrer, Blaine Ray criou uma série de histórias e narrações nas quais os alunos se pudessem envolver activamente. Ao longo da narração, os alunos são apresentados a mensagens que correspondem ao seu nível linguístico, o que permite a introdução de novo vocabulário.
Adaptando a prática de contar histórias, o Método Polis exclui completamente traduções e explicações em qualquer idioma diferente daquele que está a ser ensinado. Outro desenvolvimento do Método Polis consiste em pedir frequentemente aos alunos que respondam numa frase completa em vez de apenas palavras isoladas, incentivando-os a interiorizar as competências discursivas.

#### Construção de Narrativas
A técnica Story Building foi desenvolvida pela primeira vez por Greg Thomson (University of Alberta) em 2007 e está incluída no seu método Growing Participator Approach (GPA). A sua teoria baseia-se na apresentação de vinhetas que formam uma história consistente, na sua sucessão de imagens. Os alunos são então convidados a descrever as imagens apresentadas, utilizando o vocabulário que conhecem. Este exercício não só revigora a retenção dos conteúdos, como também permite a inserção de novas estruturas gramaticais vinculadas às imagens e ao vocabulário.
Dentro do método Polis, a técnica de construção de histórias é frequentemente usada como forma de exercitar a mudança de tempo verbal do presente para o passado.

#### Imagens e acessórios
Uma vez que a memória humana é amplamente dependente da experiência sensorial, o uso de imagens e adereços é uma ferramenta muito eficaz para apresentar novo vocabulário, permitindo aos alunos associar directamente uma nova palavra a uma experiência sensorial.

#### Conversa a pares ou pequenos grupos
O diálogo entre os alunos durante as aulas é uma característica comum no ensino de línguas modernas e que é aplicada, através do Método Polis, ao ensino de línguas antigas. Esta interacção é uma ferramenta muito eficaz em níveis mais avançados, pois à medida que o aluno pratica a produção de discurso, ele também progride na aquisição da linguagem. As conversas guiadas podem envolver entre dois a cinco alunos de cada vez e são cuidadosamente projectadas de forma a maximizar o tempo de fala de cada aluno e minimizar os erros.

#### Expressão Sequencial
Living Sequential Expression (LSE) é a mais recente estratégia de ensino que os instrutores da Polis desenvolveram e que estão agora a começar a aplicar.  Esta abordagem foi inspirada no trabalho do educador francês e professor de línguas estrangeiras, François Gouin (1831-1896), que desenvolveu Método de Série de aquisição de línguas.  Na abordagem à técnixa LSE que a Polis faz, os alunos “aprendem a descrever e relatar sequências de acções logicamente conectadas”.

#### Outras actividades e técnicas
Uma vez que as actividades que exigem o idioma como o seu único veículo podem contribuir muito para a criação de uma experiência de imersão mais natural, os alunos são também incentivados a participar em actividades fora da sala de aula: como almoços em total imersão, nos quais alunos e professores tomam uma refeição juntos enquanto falam exclusivamente na língua alvo.
A música é também um outro recurso que auxilia os alunos da Polis a reter vocabulário e gramática. Durante o primeiro ano do curso de Grego Antigo, por exemplo, cerca de dez canções são ensinadas.

## Oferta Académica

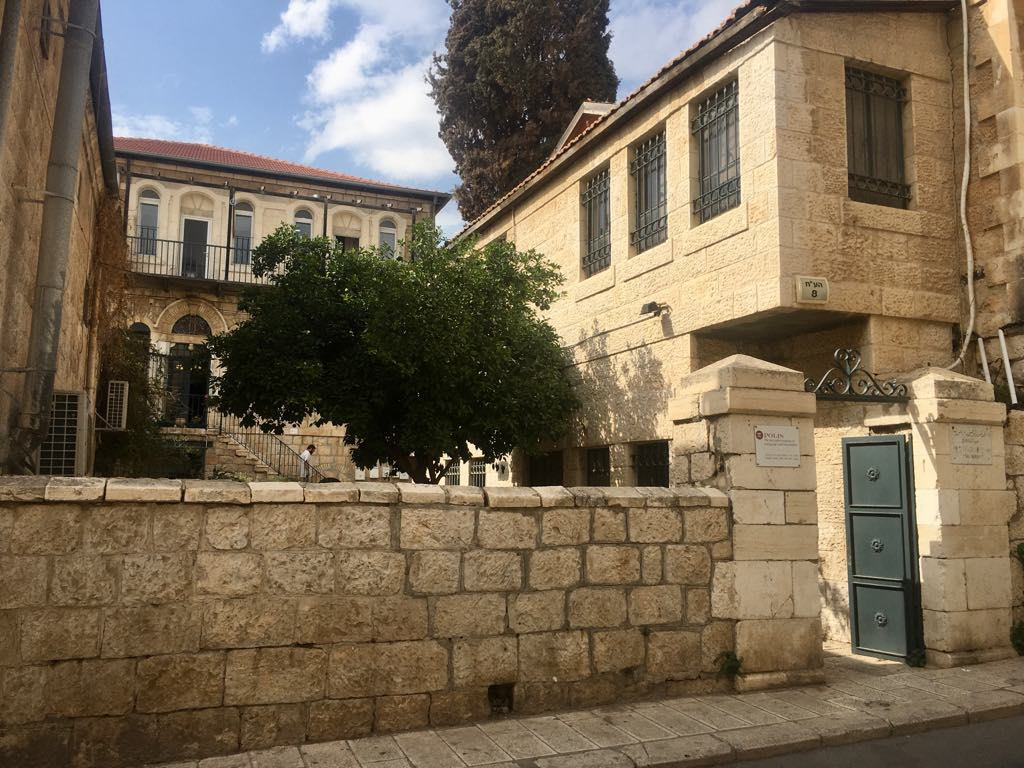
A entrada do Instituto

#### Mestrado em Filologia Antiga
O que anteriormente era apenas um curso certificado de dois anos em Filologia Antiga, é actualmente um completo programa de mestrado. O grau de mestre é atribuído pelas conceituadas universidade europeias parceiras da Polis, a Universidade Pontifícia de Santa Croce em Roma e a Universidade Internacional da Catalunha em Barcelona.
O Mestrado em Filologia Antiga (Master of Arts in Ancient Philology) é um programa de dois anos dedicado ao estudo do Grego Antigo e ao Hebraico Bíblico. Os alunos inscritos no segundo ano do mestrado podem candidatar-se ao percurso opcional Ênfase no Ensino de Línguas Antigas e Modernas e assim obter experiência em primeira mão no ensino, aprofundar o estudo da metodologia e participar em workshops; esta ramificação do curso foca-se sobretudo nas “particularidades do ensino das línguas antigas num ambiente de total imersão” .
O programa do curso abrange as áreas de Linguística, Filologia, Filosofia, Paleografia, História e Literatura.
Este programa é ideal para interessados em seguir carreira como professores de grego e hebraico, bem como para académicos interessados em: Antiguidade, Filosofia Clássica, Filologia Clássica, Estudos Religiosos ou na relação entre a Antiguidade Grega e a herança Judaico-Cristã.

#### Mestrado em Línguas do Médio Oriente
O que anteriormente era apenas um curso certificado de dois anos em Línguas do Médio Oriente, é actualmente um completo programa de mestrado. O grau de mestre é atribuído pelas conceituadas universidade europeias parceiras da Polis, a Universidade de Navarra em Pamplona e a Universidade Internacional da Catalunha em Barcelona.

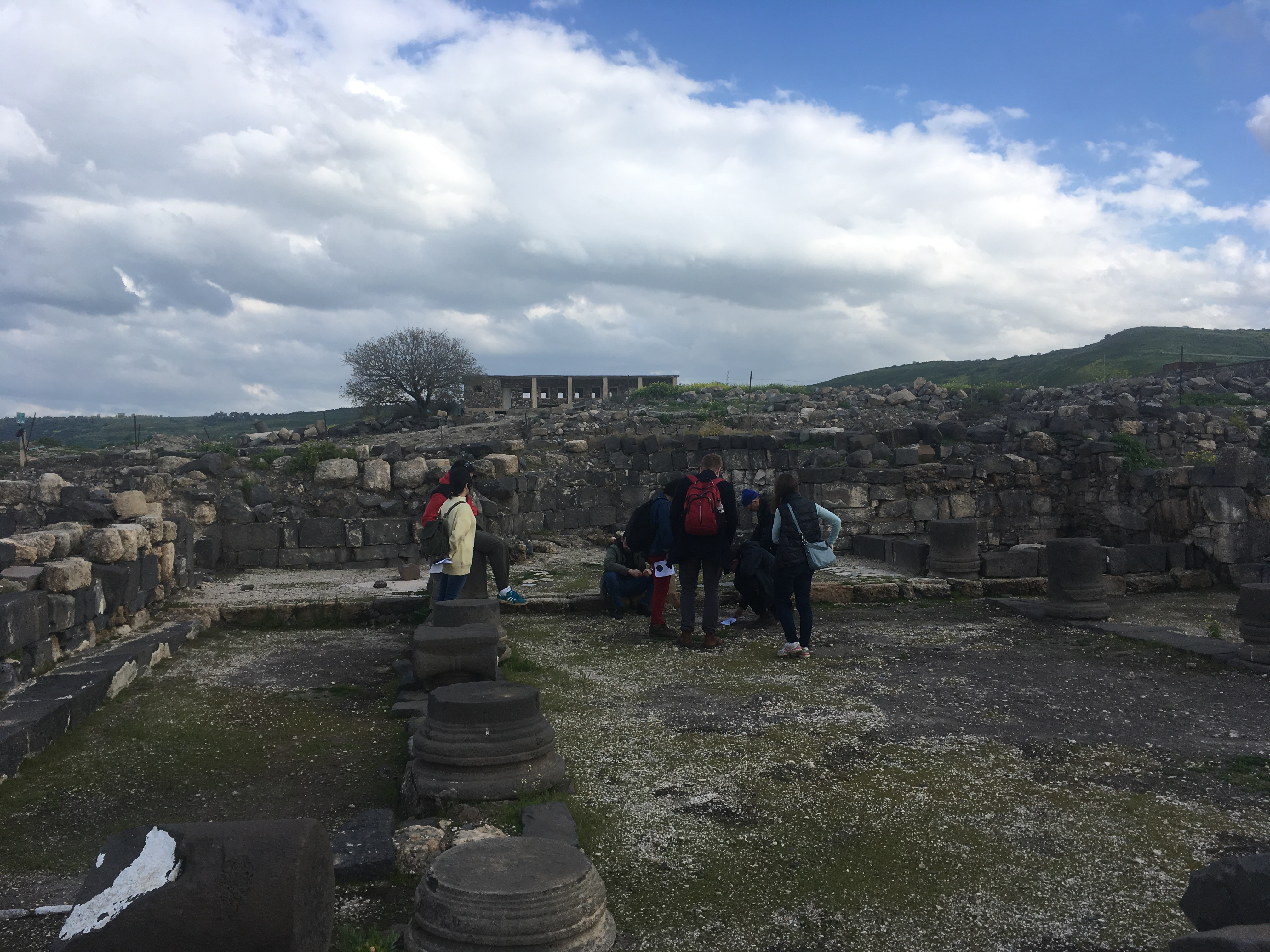
Os estudantes da Polis entre as ruínas de uma antiga comunidade judaica durante uma visita de estudo a Gamla e Susita, no contexto da aula de Geografia Histórica.

O Mestrado em Línguas do Médio Oriente (Master of Arts in Near Eastern Languages) é um programa de dois anos dedicado ao estudo intensivo de línguas modernas e antigas como Hebraico moderno, Árabe, Hebraico Bíblico, Aramaico e Siríaco, bem como ao estudo de História, Filosofia e Literatura do Oriente Próximo antigo e contemporâneo. O programa foi delineado para aqueles que desejam seguir uma carreira em Filologia Semítica, Jornalismo, História, Línguas ou dedicar-se ao estudo da história do Médio Oriente, Cristianismo Oriental, Judaísmo ou Islamismo. Os alunos inscritos no segundo ano do mestrado podem candidatar-se ao percurso opcional Ênfase no Ensino de Línguas Antigas e Modernas e assim obter experiência em primeira mão no ensino, aprofundar o estudo da metodologia e participar em workshops; esta ramificação do curso foca-se sobretudo nas “particularidades do ensino das línguas antigas num ambiente de total imersão”.
Este programa é ideal para interessados em áreas como: Bíblia Hebraica, herança árabe e estudos de manuscritos.

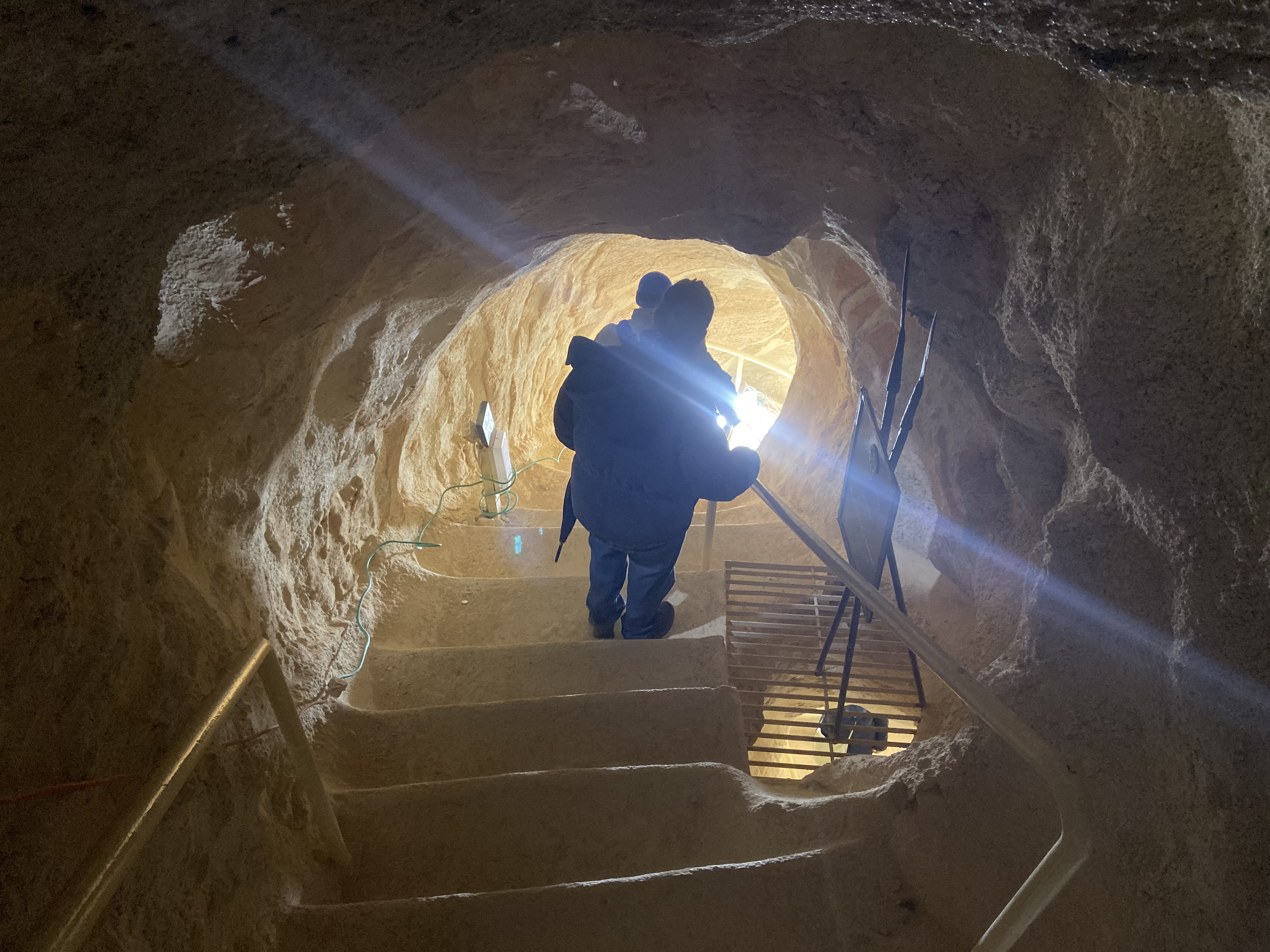
Rede subterrânea da fortificação de Heródio desenvolvida pelos judeus rebeldes durante a Revolta de Barcoquebas tornando-o um forte impenetrável.

#### Programas de um ano
A Polis também oferece versões mais reduzidas dos Mestrados em Filologia Antiga e em Línguas do Médio Oriente, para aqueles que preferem ficar apenas um ano a estudar em Jerusalém. Os programas de um ano estão abertos a qualquer pessoa com diploma de licenciatura ou superior. Os alunos que concluírem o programa com sucesso receberão um certificado em One Year Program (OYP) pelo Instituto Polis.

#### Programa de Fluência em Grego Antigo
O programa de Fluência em Grego Antigo (Fluency in Ancient Greek) tem a duração de dois anos e foca-se exclusivamente no estudo do Grego Antigo. Este programa oferece a alunos de licenciatura, pós-graduação, professores e académicos de qualquer área a possibilidade de dominar uma das línguas mais importantes da Antiguidade. Os alunos serão capazes de atender a todos os níveis do idioma, a partir do nível 0 de iniciação total, a fim de adquirir proficiência na leitura, escrita e conversação, com a opção de fazer também cursos teóricos e práticos adicionais intimamente ligados ao seio cultural a que o Grego Antigo nos permite aceder.

#### Programa de Fluência em Árabe
O Programa de Fluência em Árabe (Fluency in Arabic) abrange tanto o árabe moderno padrão quanto o árabe falado no levante, uma das cinco principais variedades de árabe sob a qual é classificado o tipo de árabe falado na Palestina, Israel (também conhecido como árabe palestino). Para a obtenção do certificado, os estudantes devem fazer também as disciplinas teóricas e práticoas adicionais que contribuirão para uma melhor compreensão do meio cultural do idioma de destino.

#### Cursos de Verão
Durante o Verão, a Polis oferece vários cursos, tanto em Jerusalém, como no exterior. Seminários sobre a metodologia de ensino e cursos intensivos de idioma, que permite ao aluno completar um nível de aprendizagem num curto período, foram realizados em Itália e nos EUA em Grego Antigo, Hebraico Bíblico, Latim, Árabe moderno padrão e Métodos de ensino de línguas antigas.  No próprio Instituto Polis, durante o verão, além dos cursos de línguas mencionados, o siríaco clássico e o árabe falado também são ensinado. Os cursos no estrangeiro tiveram lugar na Pontifícia Universidade da Santa Cruz em Roma, Christendom College em Virgínia, Ave Maria University na Flórida, Bridgewater State University em Massachusetts e a University of Kentucky em Lexington.

#### Cursos singulares de Línguas
Todos os nossos cursos de línguas são dados usando o Método Polis, onde os alunos interagem com seus professores apenas na língua-alvo. O objectivo é criar um ambiente onde os alunos aprendam também com os seus colegas e entendam melhor o idioma. A Polis também oferece cursos online para alunos que não podem vir ao nosso campus em Jerusalém.
O ano lectivo é dividido em dois semestres — o de Outono e o de Primavera. Os cursos de idiomas são leccionados durante um semestre inteiro permitindo que os alunos avancem um nível ao longo de quatro meses.
A nossa oferta de cursos regulares e singulares consiste nos idiomas: Grego Antigo, Hebraico Bíblico, Hebraico Moderno, Latim, Árabe moderno padrão, Árabe falado (dialecto palestino), Siríaco Clássico, Cóptico. No passado, o Sumério também foi ensinado e, muito recentemente, um curso teórico de introdução ao Hitita começou a ser oferecido aos alunos.

#### Cursos online
A conjuntura global provocada pela Covid-19 tornou-se uma oportunidade para o Instituto Polis testar a viabilidade do Método Pólis em plataformas de ensino online via vídeo. O desafio começou em Março de 2020, quando o segundo semestre foi interrompido pela pandemia. Desde então, o Instituto despendeu “milhares de horas de experiência de ensino online” e ganhou conhecimento e experiência na adaptação de seus princípios de ensino de Total Imersão (Total Immersion) e Desenvolvimento Dinâmico de Linguagem (Dynamic Language Development) para um público online. Pela primeira vez na história do Instituto, comprovou-se o ensino bem-sucedido dos cursos de línguas online, que receberam feedback positivo dos alunos, nos idiomas:  Grego Antigo, Hebraico Bíblico, Hebraico Moderno, Latim, Árabe moderno padrão, Árabe falado (dialecto palestino), Siríaco Clássico, Cóptico. A migração para uma plataforma online também permitiu à Polis abrir seus cursos teóricos para o público mundial na internet.

## Conferências
O Instituto Polis acolhe conferências internacionais sobre vários temas da área das Humanidades. Até hoje foram realizadas as seguintes conferências:

#### 2013 — As Origens do Alfabeto
A Primeira Conferência Interdisciplinar do Instituto Polis foi realizada em Fevereiro de 2013, sob o título The Origins of the Alphabet. Alguns dos principais especialistas neste tópico reuniram-se no instituto promovendo um debate interdisciplinar sobre o tema, abordando a discussão a partir das  perspectivas linguística, sociológica e psicológica do desenvolvimento da escrita. Tendo em mente o facto amplamente aceite de que o conceito de alfabeto é identificado inicialmente na área entre o Egipto e a Fenícia, ainda que a escrita surgisse em diferentes partes do mundo de forma independentemente umas das outras, os investigadores conferencistas procuraram fornecer uma resposta, não apenas à questão de Como é que o alfabeto surgiu? , mas também à questão mais difícil Porque é que ele surgiu?.

#### 2015 — A Biblioteca de Alexandria
A Segunda Conferência Interdisciplinar do Instituto Polis foi realizada em Janeiro de 2015, sob o título The Library of Alexandria: A Cultural Crossroads of the Ancient World. Além de linguistas e especialistas na Septuaginta e Literatura Grega, historiadores e arqueólogos reuniram-se no Instituto Polis para discutir questões permanentes em torno daquele que foi considerada o principal centro de estudos do mundo, desde o século III a.C. até pelo menos ao reinado de Cleópatra (48-30 a.C.), a Biblioteca de Alexandria. Onde a gigantesca biblioteca estava localizada exactamente e que tipo de textos havia nela? Até que ponto a Biblioteca Real se tornou um ponto de encontro para diferentes línguas e culturas? E finalmente, o porquê do silêncio de alguns autores antigos sobre seu desaparecimento? Estas foram algumas das questões-chave a que a conferência procurou respostas.

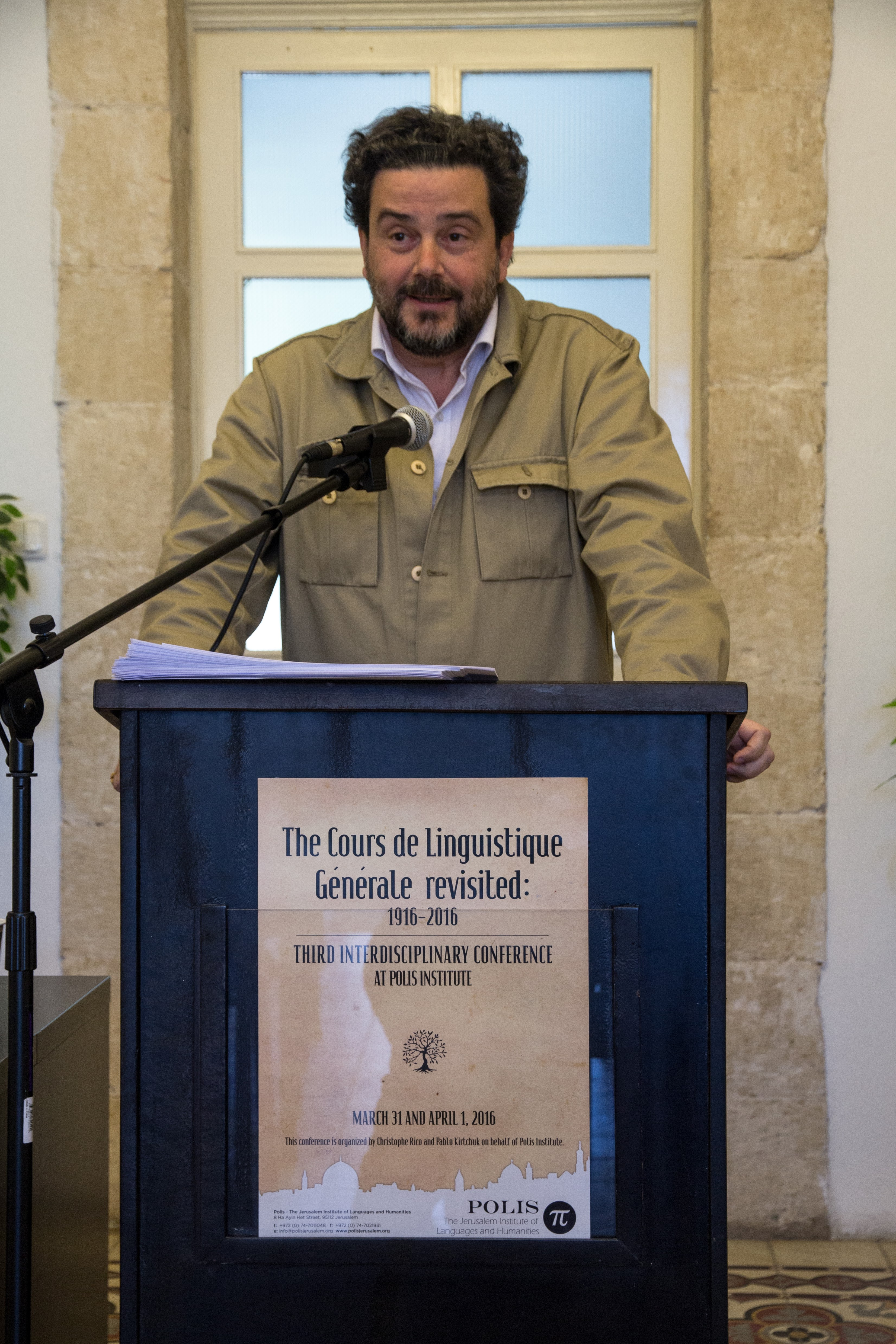
O filósofo, linguista, poeta e psicanalista existencialista, Georges-Elia Sarfati, discursou durante a Terceira Conferência Interdisciplinar do Instituto Pólis

#### 2016 — OCours de Linguistique Généralerevisitado: 1916-2016
Para marcar o 100º aniversário do livro histórico — Cours de Linguistique Générale (CLG) — que compilava os apontamentos das aulas do reconhecido "pai da linguística", Ferdinand de Saussure, a Terceira Conferência Interdisciplinar do Instituto Polis foi realizada no complexo do Instituto a 31 de Março e 1 de Abril de 2016, sob o título The Cours de Linguistique Générale revisited: 1916-2016. Mais de uma dezena de especialistas internacionais em linguística geral, pragmática, filologia, dialectologia, estudos de tradução, terminologia e filosofia reuniram-se para discutir temas relacionados ao trabalho seminal de Saussure que deu início a uma disciplina científica que influenciou profundamente o campo das humanidades. Os estudiosos discutiram não apenas o trabalho de Saussure em si, mas também seus antecedentes e recepção, bem como seu impacto no século XX e XXI.

#### 2018 — A Transmitir uma Herança
A quarta Conferência Interdisciplinar do Instituto Polis, realizou-se de 16 a 17 de Abril de 2018, sob o título Transmitting a Heritage: The Teaching of Ancient Languages from Antiquity to the 21st Century. Na edição deste ano da conferência, mais de 30 investigadores e profesores de línguas reuniram-se ou enviaram artigos para as várias palestras e apresentações, cobrindo várias áreas como: o ensino do Latim, Grego Antigo e Hebraico ao longo dos séculos; aprender a escrever na antiga Suméria; a representação de professores de latim em cinema e temas históricos; entre outros. Quatro continentes estiveram representados nesta conferência que contou com investigadores vindos da Holanda, Croácia, Reino Unido, Bulgária, Polônia, Suécia, França, Itália, Estados Unidos, Brasil, Argentina, Israel e Japão.

## Polis Editora
O Instituto Polis possui uma editora própria que publica livros que se articulam com o Método Polis de ensino de línguas. A par disto, publica também trabalhos de investigação nas áreas promovidas pelo Instituto, como línguas e cultura antigas, ensino de línguas e história da língua.

### Livros escolares de línguas antigas

#### Polis: Speaking Ancient Greek as a Living Language: Level One, Student's Volume
- Rico, Christophe (2015). Speaking Ancient Greek as a Living Language: Level One, Student's Volume. Jerusalem: Polis Institute Press.[51][52]

Πόλις: Λαλεῖν τῇ κοινῇ διαλεκτῳ τῇ ζώσῃ (Polis: Falar Grego Koine como uma Língua Viva) é o primeiro de uma série de livros didáticos em inglês publicados pelo Polis Institute Press. O livro apresenta textos originais de conversação em grego antigo redigidos pelo linguista Christophe Rico, docente da Polis, e ilustrações originais de Pau Morales. Contém sete canções originais escritas em grego antigo por vários colaboradores e que podem ser ouvidas no site do Instituto Polis.  As publicações anteriores deste volume incluem versões em francês (Editions du Cerf, 2009), italiano (Edizioni San Paolo, 2010) e alemão (Helmut Buske, 2011), todas estas eram compostas apenas de doze capítulos. A edição em inglês é uma versão expandida e consta de vinte capítulos. De acordo com o princípio de imersão total, que é o pilar fundamental do Método Polis, quase todo o livro foi escrito em grego antigo. Exceções foram feitas para a introdução, os principais termos gramaticais e instruções para os exercícios que requerem um conhecimento avançado do grego antigo,  que estão escritos também em inglês.

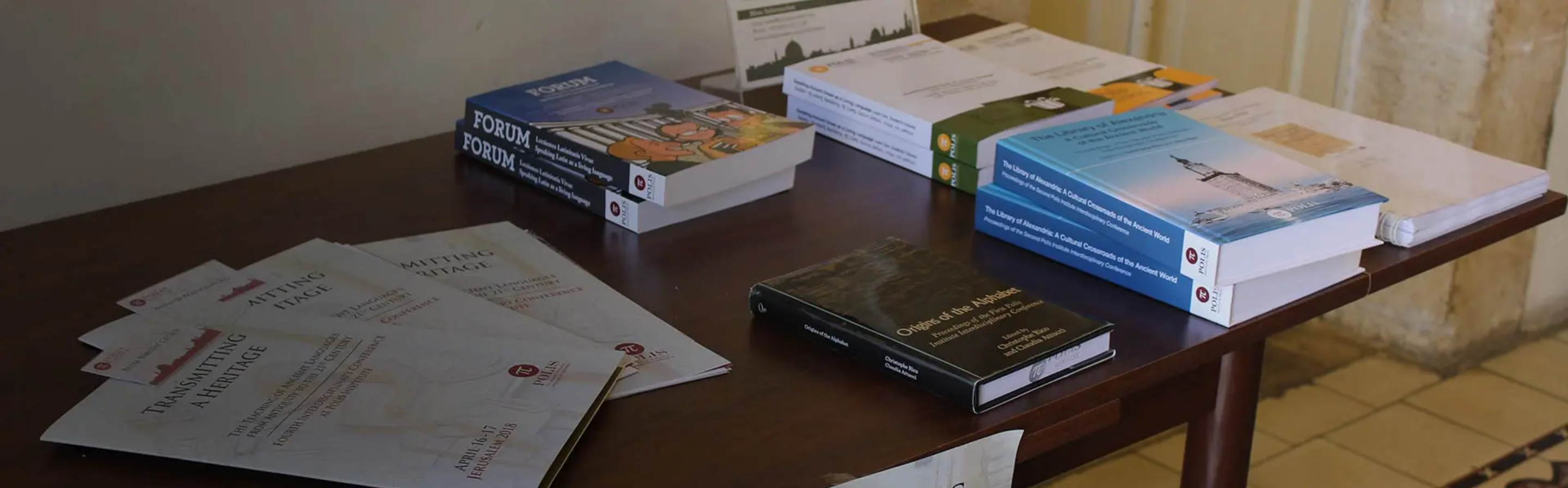
Algumas das publicações do instituto Polis

#### Polis: Speaking Ancient Greek as a Living Language: Level One Teacher's Volume
- Rico, Christophe (2015). Speaking Ancient Greek as a Living Language: Level One Teacher's Volume. Jerusalem: Polis Institute Press.[53][54]

#### Polis: Speaking Ancient Greek as a Living Language: Level Three (Part One), Student's Volume
- Rico, Christophe (2020). Polis: Speaking Ancient Greek as a Living Language: Level Three (Part One), Student's Volume. Jerusalem: Polis Institute Press.[55][56]

#### Forum: Speaking Latin as a Living Language
- Rico, C., Morassut, S., Daniel, B. (2017). Forum: Lectiones Latinitatis Vivae. Jerusalem: Polis Institute Press.[57][58]

Forum: Lectiones Latinitatis Vivae (Fórum: Falar Latim como uma Língua Viva) é o primeiro livro didático a complementar um método — o Método Polis — que "aplica os principais métodos de ensino para a aquisição da língua moderna ao latim". Publicado em 2017, este livro tira inspiração e experiências do livro Polis: Speaking Ancient Greek as a Living Language , publicação anterior dedicada ao estudo da língua grega. Ao contrário do livro que lhe antecede, o livro latino Forum é escrito pelo autor de Polis, Christophe Rico, juntamente com uma equipe internacional da França, Áustria, Holanda e Espanha.

### Livros Académicos

#### Origins of the Alphabet: Proceedings of the First Polis Institute Interdisciplinary Conference
- Rico, C., Sigrist, M., et al. (2015). Origins of the Alphabet. Cambridge: Cambridge Scholars Publishing.[60][61]

As Origens do Alfabeto: Registos da Primeira Conferência Interdisciplinar do Instituto Polis, reúne trabalhos apresentados durante a primeira conferência interdisciplinar organizada pelo Instituto Polis. Editado por Christophe Rico e Claudia Attucci, este volume demonstra que "um amplo consenso está a emergir sobre os principais factores e circunstâncias que envolveram o nascimento do alfabeto." Os artigos colectados estão em inglês e francês com contribuições de Aaron Demsky, Maria Vittoria Tonietti, Emile Puech, Orly Goldwasser, Pascal Vernus, Christophe Rico, Clotilde Pontecorvo e Franca Rossi.

#### The Library of Alexandria — A Cultural Crossroads of the Ancient World: Proceedings of the Second Polis Institute Interdisciplinary Conference
- Rico, C., Cusset, C.,et al. (2017). The Library of Alexandria: A Cultural Crossroads of the Ancient World. Jerusalem: Polis Institute Press.[62][63]

A Biblioteca de Alexandria — Uma Encruzilhada Cultural do Mundo Antigo: Registos da Segunda Conferência Interdisciplinar do Instituto Pólis assinala a conferência que explorou as grandes questões em torno daquela que é a mais famosa biblioteca do mundo antigo. O livro apresenta artigos de Hélène Fragaki, Emmanuel Friedheim, Sylvie Honigman, Christophe Cusset, Anca Dan, Daniela Dueck, Jan Joosten, Jane L. Lightfoot, Christophe Rico e Étienne Nodet, e cobre uma variedade de tópicos, como a arquitetura da Biblioteca, o seu conteúdo, as relações da Biblioteca com a Septuaginta e os mistérios que cercam seu incêndio. Esta publicação foi editada por Christophe Rico e Anca Dan.

#### The Cours de Linguistique Générale Revisited: 1916-2016: The Third Polis Institute Interdisciplinary Conference
- Rico, C., Kirchuk, P. (2018). The Cours de Linguistique Générale Revisited: 1916-2016. Jerusalem: Polis Institute Press.[64][65]

O Cours de Linguistique Générale revisitado: 1916-2016 — A Terceira Conferência Interdisciplinar do Instituto Polis, editado por Christophe Rico e Pablo Kirtchuk, apresenta as actas da Terceira Conferência Interdisciplinar do Instituto Polis. Os autores e estudiosos que colaboraram com este volume, vindos de Israel, Alemanha, França, Espanha e Bélgica, são Elitzur Bar-Asher Siegal, Cyril Aslanov, Gerda Haßler, Eran Cohen, Gilbert Lazard, Herman Parret, François Jacquesson, Georges Kleiber, Maurice Pergnier, Georges-Elia Sarfati, Pablo Kirtchuk, Loïc Depecker, Christophe Rico e José Ignacio Murillo. Uma rápida leitura do índice do livro sugere as três áreas gerais cobertas pelas discussões tomadas na conferência: a reavaliação das fontes do Cours de Linguistique Générale (CLG) e a sua influência na linguística moderna; os principais conceitos e dicotomias do CLG; possíveis vias de estudo ainda não previstas pelo próprio CLG.

## Comunidade Académica

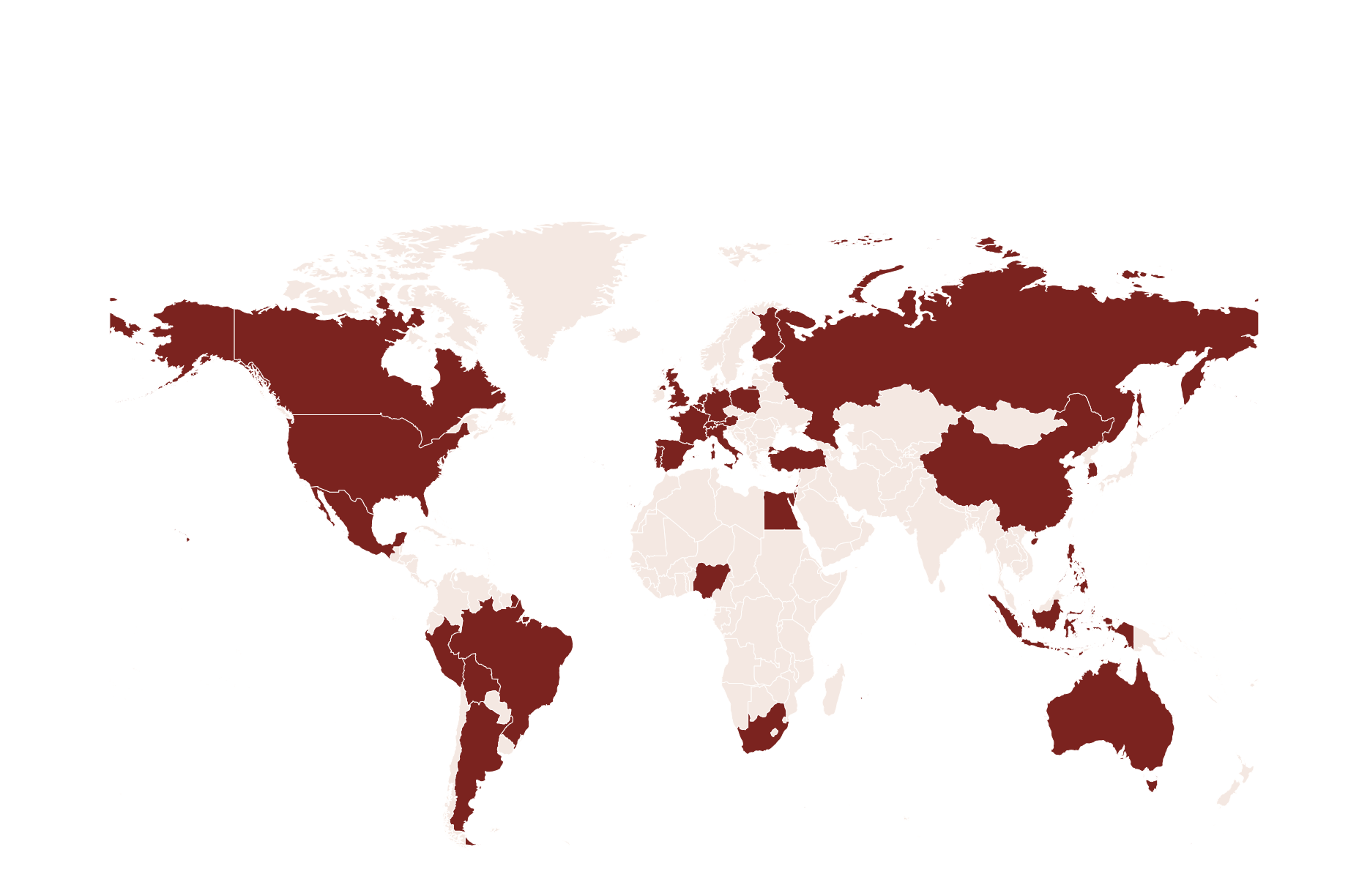
Mapa que ilustra a proveniência de professores, funcionários, alunos e ex-alunos do Instituto Polis, com sede em Jerusalém

### Corpo Estudantil

#### Carácter internacional e diversificado
Com base nos dados fornecidos pelo Instituto, os alunos e colaboradores da Polis formam uma comunidade ricamente diversificada. Estudantes e ex-alunos vêm de mais de trinta países dos cinco continentes.
- África : Egipto, Nigéria, África do Sul;
- Ásia: China, Índia, Indonésia, Israel, Filipinas, Coreia do Sul, Taiwan, Turquia;
- Europa : Áustria, Finlândia, França, Alemanha, Itália, Holanda, Polónia, Portugal, Rússia, Espanha, Suíça, Reino Unido;
- América do Norte : Canadá, Estados Unidos, México;
- América do Sul : Argentina, Bolívia, Brasil, Chile, Equador, Peru, Colômbia;
- Oceânia: Austrália.

#### Iniciativas de alunos e alumni
DiaLogo Academy: Tendo começado como uma iniciativa estudantil em Janeiro de 2018 sob o auxílio da Polis, a DiaLogo Academy é agora uma plataforma de aprendizagem de línguas completa. Foi fundada por dois ex-alunos que estudaram línguas antigas e semíticas no Instituto Polis, e procura ensinar línguas modernas como o espanhol e inglês através do Método Polis. A Academia DiaLogo tem uma parceria académica com o Instituto Polis.

### Corpo Docente
Entre os professores que leccionam na Polis, encontramos:
- Prof. Dr. Christophe Rico
- Dr. Mercedes Rubio
- Dr. Tania Notarius
- Henri Gourinard
- Eyal Nahum
- Taghreed Constantinides
- Rogelio Toledo (Candidato de Doutoramento)
- Dr. Julie Ethioux
- Prof. Jerónimo Leal
- Prof. Juan Chapa
- Dr. Shukri Abed
- Dr. Reuven Kipperwasser
- Dr. Elias Salfity
- Halely Harel
- Nikolaus Wildner (Candidato de Doutoramento)
- Hiba Aburamouz

## Localização

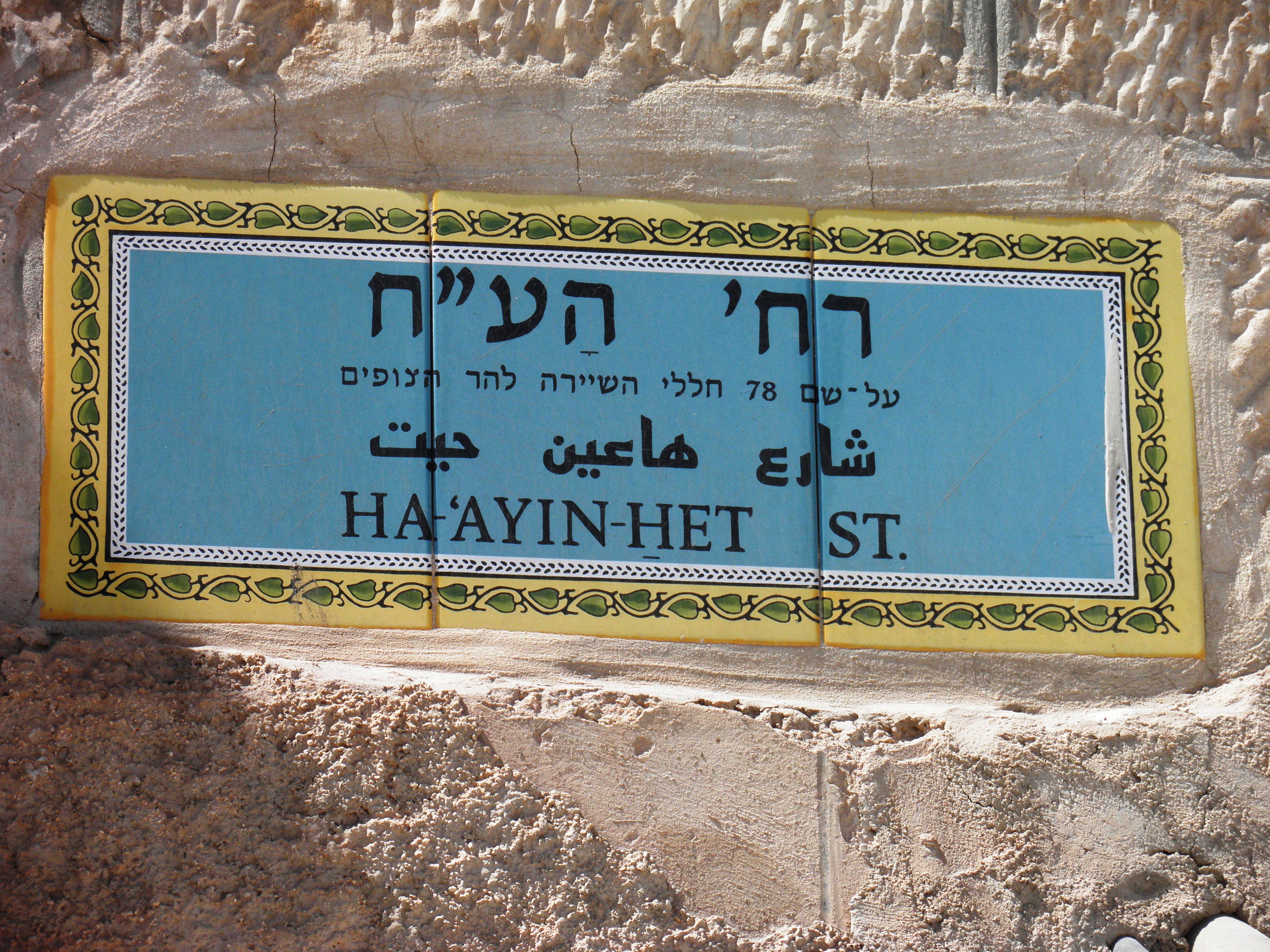
Rua do Instituto Polis em Jerusalém. O nome Ayin-Het significa setenta e oito, homenageando assim os 78 judeus mortos no ataque pela escolta Hadassah.

O Instituto Polis localiza-se no bairro Musrara, na fronteira entre Jerusalém Oriental e Ocidental. Este é um bairro muito famoso na cidade pelo seu protagonismo na história da cidade. São, por isso, frequentemente realizadas visitas guiadas neste lugar. O nome da rua em que o Instituto Polis se encontra, Ha Ayin-Het, homenageia os 78 judeus mortos no ataque pela escolta Hadassah que ocorreu a 13 de Abril de 1948.
Mas se anteriormente o bairro de Musrara foi um local de conflitos étnicos, ao longo dos anos foi se renovando e atraindo artistas, intelectuais e voluntários internacionais. A localização central do bairro, no cruzamento de várias culturas diferentes, a sua história e beleza pitoresca são outras suas características. Juntamente com a Polis, outras instituições culturais e académicas como a Escola Naggar de Fotografia, Média e Nova Música (ou simplesmente Escola de Arte de Musrara) e o Museum on the Seam contribuem para a nova imagem do bairro. A Academia de Arte Bezalel (Bezalel Academy of Arts and Design) planeia também mudar-se para este bairro, no Complexo Russo, no centro de Jerusalém. O Instituto localiza-se próximo de outros centros de investigação bíblica em Jerusalém, como a École Biblique (Escola Bíblica e Arqueológica Francesa) e o Instituto Teológico Sueco.